# Schlacht bei Guilin-Liuzhou
1937–1939

Marco-Polo-Brücke – Peking-Tianjin – Chahar – Shanghai (Sihang-Lagerhaus) – Peking-Hankou-Eisenbahn – Tianjin-Pukou-Eisenbahn – Taiyuan (Pingxingguan, Xinkou) – Nanking – Xuzhou (Tai’erzhuang) – Henan – Lanfeng – Amoy – Überflutung des Gelben Flusses – Wuhan (Wanjialing) – Canton – Hainan – Nanchang – (Xiushui) – Chongqing – Suixian-Zaoyang – (Shantou) – Changsha (1939) – Süd-Guangxi – Winteroffensive (Kunlun-Pass) – (Wuyuan)
1940–1942

Zaoyang-Yichang – Hundert Regimenter – Zentral-Hubei – Süd-Henan – West-Hebei – Shanggao – Shanxi – Changsha (1941) – Changsha (1942) – Yunnan-Burma-Straße – Zhejiang-Jiangxi – Sichuan
1943–1945

West-Hubei – Nord-Burma und West-Yunnan – Changde – Ichi-gō – Henan – Changsha (1944) – Guilin–Liuzhou – West-Henan und Nord-Hubei – West-Hunan – Guangxi (1945) – Mandschukuo (1945)
Die Schlacht von Guilin-Liuzhou (vereinfachtes Chinesisch: 桂柳会战; traditionelles Chinesisch: 桂柳會戰; Pinyin: Gùilǐu Huìzhàn), auch bekannt als die Schlacht von Guiliu, dauerte vom 16. August bis 24. November 1944 und war ein Kampf zwischen der Nationalen Revolutionären Armee (NRA) und Kaiserlich Japanische Armee (IJA) während des Zweiten Japanisch-Chinesischen Krieges. Die Schlacht bildete den Abschluss der Schlacht von Henan-Hunan-Guangxi, die auch als Operation Ichi-gō bekannt ist.

## Vorgeschichte
Am 7. August 1944, kurz vor Kapitulation der chinesischen Einheiten in der Schlacht von Hengyang, befahl der Führer der Nationalrevolutionären Armee, Chiang Kai-shek den Truppen des 10. Armeekorps, die nicht um Hengyang eingekesselten worden waren (rund 3.000 Mann), sich nach Guilin zurückzuziehen. Das Oberkommando über die chinesischen Truppen im Großraum der Provinzen Hunan und Guanxi wurde am 14. August nominell an den Generalstabschef Bai Chongxi übertragen. Bai versuchte mit Hilfe des Oberbefehlshabers des 4. Militärbezirks, General Zhang Fakui die ihm unterstellten Truppen, die aus den versprengten Soldaten des 10. Armeekorps bestanden, zu reorganisieren, um eine effektive Verteidigung der Städte Guilin und Liuzhou vorzubereiten. Bis zum 16. August verlief der Rückzug dieser Truppen langsam, aber im Großen und Ganzen planmäßig.

### Planungen
Das Hauptziel des Angriffs der japanischen Heeresleitung in Zentralchina bestand darin, die Teile des von Japan kontrollierten Territoriums zu verbinden und auch Luftwaffenstützpunkte in der Gegend zu zerstören, auf denen Flugzeuge der USAAF untergebracht waren.
Die chinesische Regierung wusste, dass sie Guilin nicht halten konnte, aber sie verlängerte den Kampf aus innenpolitischen Gründen bewusst und schickte den Belagerten Nahrungsmittel und Vorräte. Die meisten Zivilisten flohen Wochen zuvor aus Guilin, das vom Feuer schwer versengt war. Guilin war mit Verteidigungsanlagen, Bunkern, Stacheldraht und den Guangxi-Truppen unter dem Kommando des muslimischen Generals Bai Chongxi verstärkt worden. General Joseph Stillwell, der mit Bai befreundet war, gab sich große Mühe, Bais Truppen amerikanische Munition zu schicken. Zwischen den Hügeln wurden Gräben ausgehoben.

## Verlauf
Am 16. August 1944 startete auf Befehl von General Okamura, bald Oberbefehlshaber der 6. Regionalarmee die japanische 11. und 23. Armee nach Kämpfen in Hunan und Guangdong den Angriff auf Guilin und Liuzhou.
Am 14. September zog sich die nationalchinesische Armee des Generals Chen Munong aus Quanzhou zurück, sie hatte die dortigen Gebirgsübergänge nur 3 Tage lang verteidigt. Dadurch wurde die ganze Verteidigung der Chinesen vor Guilin erschüttert.
Die chinesischen Truppen, die im Raum Guilin verteidigten, waren hauptsächlich die Überreste der Kämpfe um Hengyang, und daher befanden sich am 1. November nur etwa 20.000 Soldaten in Guilin, als die Japaner ihren Angriff auf die Stadt begannen. Nach 10 Tagen intensiver Kämpfe besetzten die Japaner Guilin und drangen am selben Tag auch in Liuzhou ein. Die Kämpfe wurden sporadisch fortgesetzt, als die chinesischen Truppen einen übereilten Rückzug durchführten, und am 24. November kontrollierten die Japaner 75 Landkreise in Guangxi und sollen 215.000 Zivilisten bei Vergeltungsmaßnahmen und im Kreuzfeuer getötet und mehr als 431.000 verletzt haben.

## Ausklang
Nachdem Guilin und Liuzhou verloren waren, verloren die meisten NRA-Truppen die Moral und zogen sich zurück, ohne den Feind jemals zu bekämpfen, was zu einem enormen Verlust an Material und Arbeitskräften führte. Darüber hinaus nutzten die Chinesen trotz der erheblichen Luftüberlegenheit der USAAF- und NRA-Flugzeuge diese Vorteile nicht effektiv und verloren weitere Schlachten innerhalb weniger Tage, was dies zu einem der verheerendsten Verluste während des gesamten Zweiten Chinesisch-Japanischen Krieges machte.
Trotz der Zerstörung der Luftwaffenstützpunkte in dieser Region konnte die U.S. Air Force jedoch von ihren anderen Stützpunkten aus die japanischen Hauptinseln angreifen. Obwohl die Japaner die Ziele der Operation Ichi-gō teilweise erreichten, vergrößerte sie das Gebiet, das japanische Truppen verteidigen mussten, und verdünnte ihre Linien erheblich, wodurch eine günstige Situation für nachfolgende Gegenangriffe durch chinesische Truppen geschaffen wurde.